# Son Marroig
Son Marroig es una posesión del término municipal de Deyá, en Mallorca (Islas Baleares, España). En sus dominios está la imponente península de Sa Foradada.

## Historia
Antes del siglo XVII fue conocida como la Foradada de los Masroig, y a partir de entonces hasta finales del siglo XVIII como Son Masroig de la Foradada.
El año 1624 era propiedad de Gabriel Masroig de la Foradada y en 1685 se valoró en 11.000 libras. En 1863 pasó a la familia Cortei, que la vendieron finalmente al archiduque Luis Salvador, que la consideraba una de las casas mejor situadas de la isla e imprescindible para su proyecto de reconstruir el Miramar lluliano. No fue una operación fácil y cuando finalmente la adquirió fue por un precio muy superior a la que correspondía pero, según dice las costumbres populares de Deyá, el archiduque afirmaba que con todo el dinero que había dado no había pagado ni el agujero de la Foradada. Empleó el pequeño puerto natural para tener su barco, el Nixe, y llenó sus olivares de miradores.
A la muerte del archiduque, esta posesión, como todas las de Mallorca, pasaron a manos de su secretario, el deyarés Antoni Vives Colom. Hoy en día sigue siendo de sus descendientes, que tienen un museo dedicado a la figura del archiduque.
Desde 1978 se realiza el Festival Internacional de Música Clásica de Deyá.

## Anecdotario
La tradición dice que el último cautivo hecho por corsarios en Mallorca fue una mujer de Son Marroig, capturada a finales del siglo XVIII.
El famoso mirador de Son Marroig es un templete de mármol de Carrara y fue construida por el Archiduque imitando lo que hay encima de la isleta del jardín Pallavicini, en Pegli, cerca de Génova, que a su vez imita el tholos griego. Se levanta sobre una base circular de cuatro escalones y consta de ocho columnas jónicas.
Julio Verne habla de Son Marroig en su novela El rayo verde.
El 8 de agosto de 2019 fue visitado por los reyes de España, don Felipe VI y doña Letizia, y sus hijas, durante su estancia estival en la isla.